# Joachim Otto Voigt
Pour les articles homonymes, voir Voigt.
Joachim Johann Otto Voigt est un botaniste allemand, né en 1798 et mort en 1843.
Il est spécialisé dans les Ptéridophytes et les Spermatophytes.
William Griffith (1810-1845) fait paraître à titre posthume “Hortus suburbanus Calcuttensis″, a catalogue of the plants which have been cultivated in the hon. East India Company's botanical garden, Calcutta and in the Serampore botanical garden, generally known as Dr. Carey's garden, from the beginning of both establishments (1786 and 1800) to the end of August 1841, drawn up according to the Jussieuan arrangement, and mostly in conformity with the second edition (1836) of Lindley's natural system of botany, by the late J. O. Voigt (Bishop's college press, Calcutta, 1845), précédé par une préface de sa veuve Rachel S. Voigt.